# Showtek
Showtek (pronunciación en inglés: /ʃoʊ.tɛk/) es un dúo neerlandés de Electro house, conformado por los hermanos Sjoerd Janssen (conocido como DJ Duro) y Wouter Janssen (conocido como Walt o Alex Fakey).
Anteriormente hacían Hard dance y Hardstyle, siendo considerados unos de los artistas más influyentes en esta escena. En 2013, ingresaron en la encuesta realizada por la revista DJ Magazine, ubicándose en el número 27 y en 2014 subieron diez posiciones ubicándose en el puesto 17.

## Carrera musical

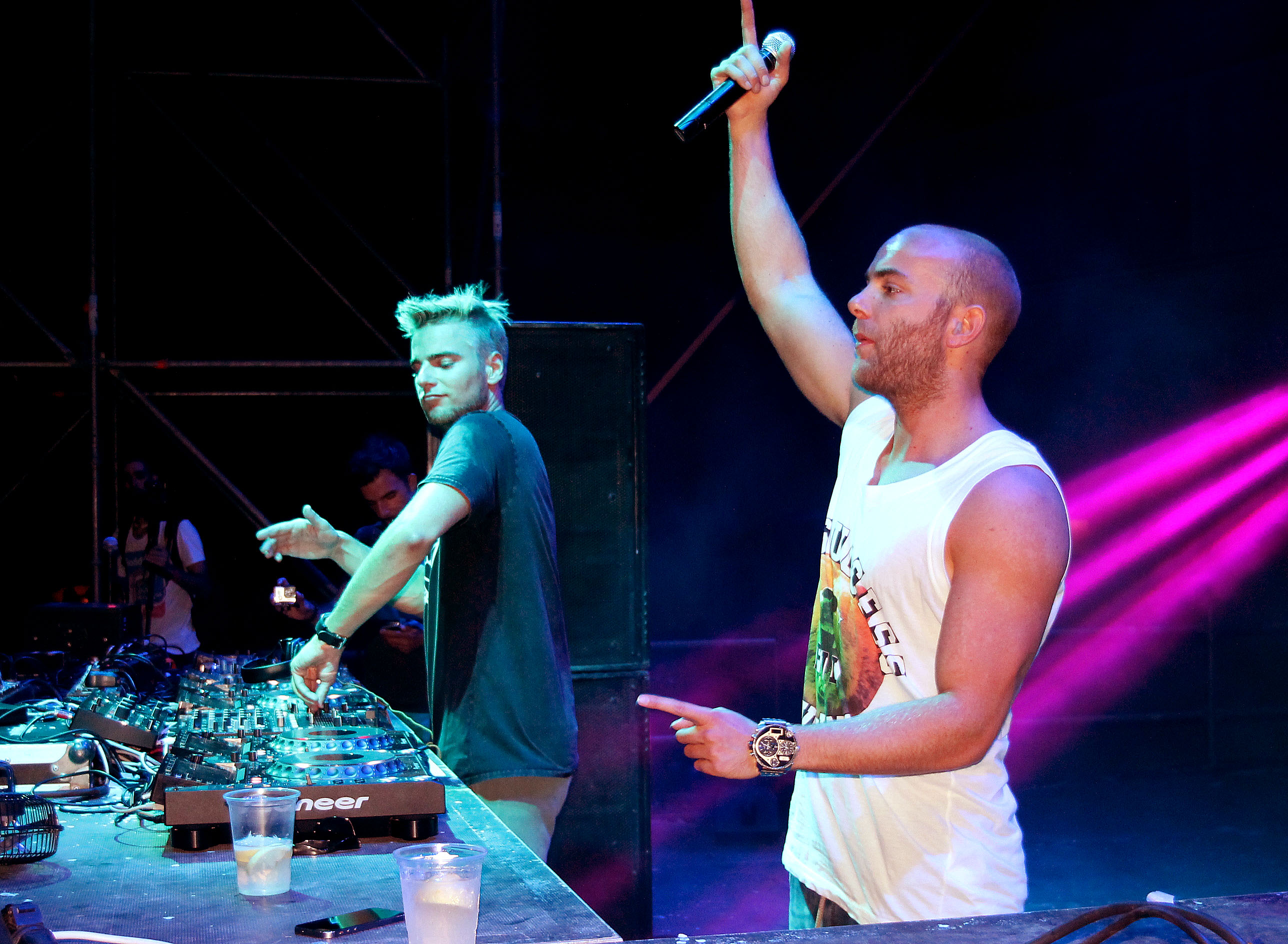
Showtek en el Nightfall Festival de Elche 2014.

El dúo comenzó su carrera en 1999. Produjeron hardhouse en 2001 y en 2003 mutaron hacía el hardstyle. Lo afirmaron con el lanzamiento de su álbum debut, Today Is Tomorrow en 2007 bajo su propio sello discográfico Dutch Master Works.
Showtek fue uno de los primeros artistas de hardstyle en lanzar un álbum de estudio, el cual fue precedido con el lanzamiento de Analogue Players In A Digital World en 2009. Wouter también produce temas del género Hard trance bajo el nombre de "Walt" y Sjoerd produce pistas del género hardstyle, también como solista, bajo el alias de "Dj Duro". Más tarde, los hermanos Showtek comenzaron una serie de colaboraciones, un proyecto llamado Crazy Collabs, con otros productores que abarca otros géneros de la música dance.
En 2011, empezaron a trabajar en la coproducción con el aclamado productor neerlandés Tiësto como en "Maximal Crazy" y en varias canciones incluidas en el álbum Kiss From The Past de Allure, uno de los proyectos de Tiësto. En ese mismo año, colaboran con el mismo Tiësto y Angger Dimas en el proyecto denominado Boys Will Be Boys.
Para 2012, continúan su emprendimiento con Tiësto en los tracks Miami / Chasing Summers, incluidos en el álbum Club Life: Volume Two Miami y en el sencillo Hell Yeah!, lanzado en junio. De igual forma, colaboraron con Hardwell en el sencillo How We Do, lanzado en julio para el sello de Hardwell, Revealed Recordings y en "Cannonball" junto a Justin Prime, lanzado por Musical Freedom, el sello de Tiësto. Este último logró alcanzar la quinta posición del Dutch Top 40 e ingresó en varias listas europeas. También trabajaron en la coproducción del sencillo "Nobody's Perfect" para el cantante estadounidense Chris Brown. En 2013 su sencillo "Slow Down" alcanzó el número 18 del Dutch Top 40. "Booyah", una coproducción con el dúo neerlandés We Are Loud! que contó con las voces de Sonny Wilson, fue lanzado por el sello Spinnin' Records y alcanzó la quinta ubicación en la lista de sencillos del Reino Unido.
Gracias a su gran carrera musical el dúo ha participado en diversos festivales de música electrónica como Qlimax, Defqon.1, Sensation Black , Tomorrowland y Ultra Music Festival.
En junio de 2014, anunciaron el lanzamiento de un nuevo álbum de estudio, y ante la falsa expectativa de varios que rumoreaban un retorno al hardstyle, remarcaron que no será este el momento.

## Discografía

### Álbumes
En estudio
- Today Is Tomorrow (2007)
- Analogue Players in a Digital World (2009)
- 360 Yellow (2023)
- 360 Blue (2024)

Compilados
- Dutch Master Works Presents Showtek 'We Live for the Music' (2008)
- Andy Whitby & Showtek & Ed Real – Euphoria: Hard Dance Awards 2009 (2009)
- F*ck The System (2010)

### Sencillos y EP
2001
- Showtek – Save The Day / Bassment
- Showtek – Controller

2003
- Showtek – Seid Ihr Bereit

2004
- Showtek – Choruz
- Showtek – Save The Day Again

2005
- Showtek – Brain Crackin'
- Deepack vs. Showtek – Rockin' Steady

2006
- Showtek vs. Gizmo – 3 The Hard Way / Bangin'
- Showtek – Puta Madre
- Showtek – The Colour Of The Harder Styles (Defqon.1 Anthem)

2007
- Showtek – Partylover
- Showtek – Born 4 Thiz / Raver
- Showtek – FTS
- Showtek Ft. MC DV8 – Shout Out
- Showtek – Today Is Tomorrow - Album Sampler 001
- Showtek – Today Is Tomorrow - Album Sampler 002

2008
- Showtek Ft. MC DV8 – Hold Us Back
- Showtek – We Live For The Music
- Deepack vs. Showtek – Skitzo
- Showtek – Black Anthem 2008
- Showtek – Apologize
- Showtek – Down Under

2009
- Showtek – Partylover / Dominate
- Showtek – The World is Mine / We Speak Music
- Showtek Feat. MC Stretch – Freak
- Showtek – Fast Life
- Showtek Feat. MC DV8 – Electronic Stereo-Phonic
- Showtek – My 303
- Showtek – Laa-Di-Fucking-Daa

2010
- Showtek – Analogue Players In A Digital World
- Showtek Ft. MC DV8 – Rockchild
- Showtek Ft. MC Stretch – Dutchie
- Showtek Ft. Zushi – Faces
- Showtek – Beats of Life

2011
- Showtek – The F-track
- Showtek – Music on my Mind

2012
- Showtek – Memories
- Tiësto & Showtek – Hell Yeah! [Musical Freedom]
- Hardwell & Showtek – How We Do [Revealed Recordings]
- Showtek & Justin Prime – Cannonball [Musical Freedom]
- Showtek & Bassjackers – Hey!  [Spinnin Records]

2013
- Showtek – Crunk / Slow Down EP
- Showtek & Noisecontrollers – Get Loose [OWSLA]
- Showtek Ft. We Are Loud! & Sonny Wilson – Booyah!  [Spinnin Records]
- Showtek – We Like To Party [SKINK Records]
- Showtek & Justin Prime feat. Matthew Koma – Cannonball (Earthquake) [Spinnin Récords]

2014
- Showtek & Ookay - Bouncer  [SKINK Records]
- David Guetta & Showtek feat. Vassy - Bad [Jack Back Records]
- Showtek Feat. Tryna - Wasting Our Lives (WLTP)
- David Guetta & Showtek ft. Elliphant & Ms Dinamite - No Money No Love [Spinnin Récords]
- Showtek feat. MC Ambush - 90s By Nature [SKINK Récords]

2015
- Showtek feat. Vassy - Satisfied [SKINK Récords]
- David Guetta & Showtek feat. & MAGIC! & Sonny Wilson - Sun Goes Down [Parlophone Records]
- Showtek & Eva Shaw feat. Martha Wash - N2U [Spinnin Récords]

2016
- David Guetta & Showtek - The Death Of EDM [SKINK Records]
- Showtek vs Technoboy & Tuneboy - Mellow [SKINK Records]
- Showtek - Swipe [SKINK Records]
- Major Lazer & Showtek - Believer [MAD DECENT/SKINK Records]

2017
- Showtek & Brooks feat. Natalie Major  - On Our Own [SKINK Records/Armada Music]
- Showtek - Amen (feat. Freetown Collective)
- Showtek - Moshpit (ft. GC)
- Showtek & GC - Don't Shoot

2018
- Showtek & Moby - Natural Blues
- David Guetta & Showtek - Your Love
- Showtek & MOTi feat. Starley & Wyclef Jean - Down Easy

2019
- Showtek feat. Earl St.clair - Momma
- Showtek feat. Leon Sherman - Listen To Your Momma
- Showtek & Sultan + Ned Shepard - We Found Love
- Showtek & Sultan + Ned Shepard - Way We Used 2
- Steve Aoki & Showtek & MAKJ feat. Kris Kiss - Rave
- Showtek & Gammer - EDM Sucks
- Showtek & Dropgun feat. Elephant Man & GC (Gate Citizens) - Island Boy

### Remixes
2001
- Walt vs. Zero-Gi – Exciter (Showtek Remix)

2002
- DJ Duro – Again Again (Showtek Remix)
- Desperation – Our Reservation (Showtek Remix)
- Desperation – Our Reservation (Part Two)(Showtek Remix)

2003
- Methods Of Mayhem – F.Y.U.(Showtek Remix)
- DJ Duro – Just Begun (Showtek Remix)
- Walt – Wanna Fuck (Showtek Remix)

2004
- Headliner – B.O.D.Y.P.U.M.P. (Showtek Remix)
- Trance Generators – Darkness Will Rule (Showtek Remix)
- Philippe Rochard Meets Nu-Pulse – The Survivors Of Hardstyle (Remixes) (Showtek Remix)
- DJ Jorn – This Is Your Brain (Showtek Remix)

2005
- Haardheadz - Wreck the Rmx (Showtek Remix)

2007
- Charly Lownoise & Mental Theo – Wonderful Days 2.08 (Showtek Remix)

2008
- Brennan Heart – Revival x (Showtek Remix)
- Zushi – La La Song (Showtek Remix)
- Donkey Rollers – No One Can Stop Us (Showtek Kwartjes Remix)

2009
- Abyss & Judge – Hardstyle Revolution (Showtek Remix)
- Mr.Puta – Green Stuff (Showtek Remix)

2010
- System F – Out Of The Blue (Showtek Remix)
- Marcel Woods – The Bottle (Showtek Remix)

2012
- Showtek – Hold Us Back (2012 DJ Edit)

2013
- Carly Rae Jepsen – Tonight I'm Getting Over You (Showtek Remix)
- Dirty South & Alesso – City Of Dreams (Showtek Remix)

2014
- David Guetta feat. Sam Martin - Lovers On The Sun (Showtek Remix)
- MAKJ & M35 - GO (Showtek Edit)
- Eva Shaw - Space Jungle (Showtek Edit)

2015
- twoloud - Move (Showtek Edit)

## Futuros lanzamientos
| Año  | Canción | Colaboración | Sello discográfico  | Comentario                                 |
| ---- | ------- | ------------ | ------------------- | ------------------------------------------ |
| 2018 | ID      | Nicky Romero | Protocol Recordings | Confirmado en Instagram de Nicky y Showtek |